# Speer (Berg)
Der Speer (1950,5 m ü. M.) ist Europas höchster Nagelfluh-Berg. Er liegt im Schweizer Kanton St. Gallen, nördlich des Walensees auf dem Gemeindegebiet von Ebnat-Kappel, Nesslau, Amden, Kaltbrunn und Schänis. Der Speer ist Teil der Appenzeller Alpen. Seine markante Form einer Speerspitze ist weitherum sichtbar. In zahlreichen Gemeinden gibt es Speerstrassen mit Blick auf den Speer.
Er ist vom Toggenburg und von der Linthebene bzw. Amden aus als Tagestour besteigbar. Verschiedene markierte Bergwege (Grad T3) führen zum Speer, wobei der anspruchsvolle über die Nordkante (steiler Klettersteig mit Drahtseilen u. a.) als lohnende Alternative zum Normalweg über den Südhang gilt.
Nebengipfel und Ausläufer sind:
- nach Nordosten: Grappehorn (1740 m), Flügenspitz (1739 m), I de schwarze Chöpf (1747 m), Speermürli (1744 m), Bremacher Höchi (1641 m);
- nach Norden: Chli Speer (1713 m), Wannenberg (1643 m), Tüfentaler Berg (1525 m), Schorhüttenberg (1443 m);
- nach Südwesten: Schafberg (1789 m), Chüemettler (1702 m), Gleiterspitz (1531 m), Chrüzchopf (1776 m), Federispitz (1864 m).

## Galerie

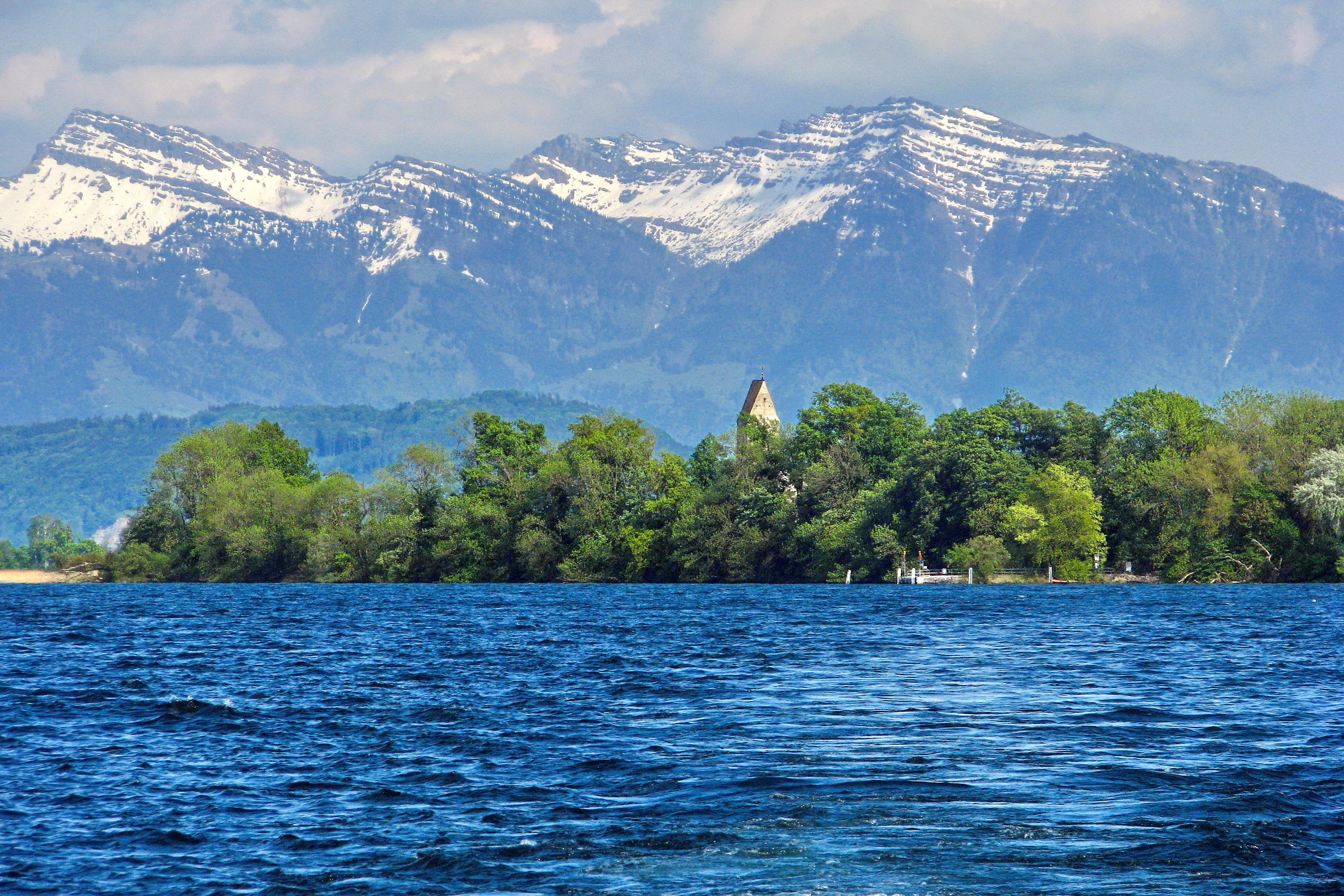
Ansicht vom Zürichsee, Ufenau im Vordergrund
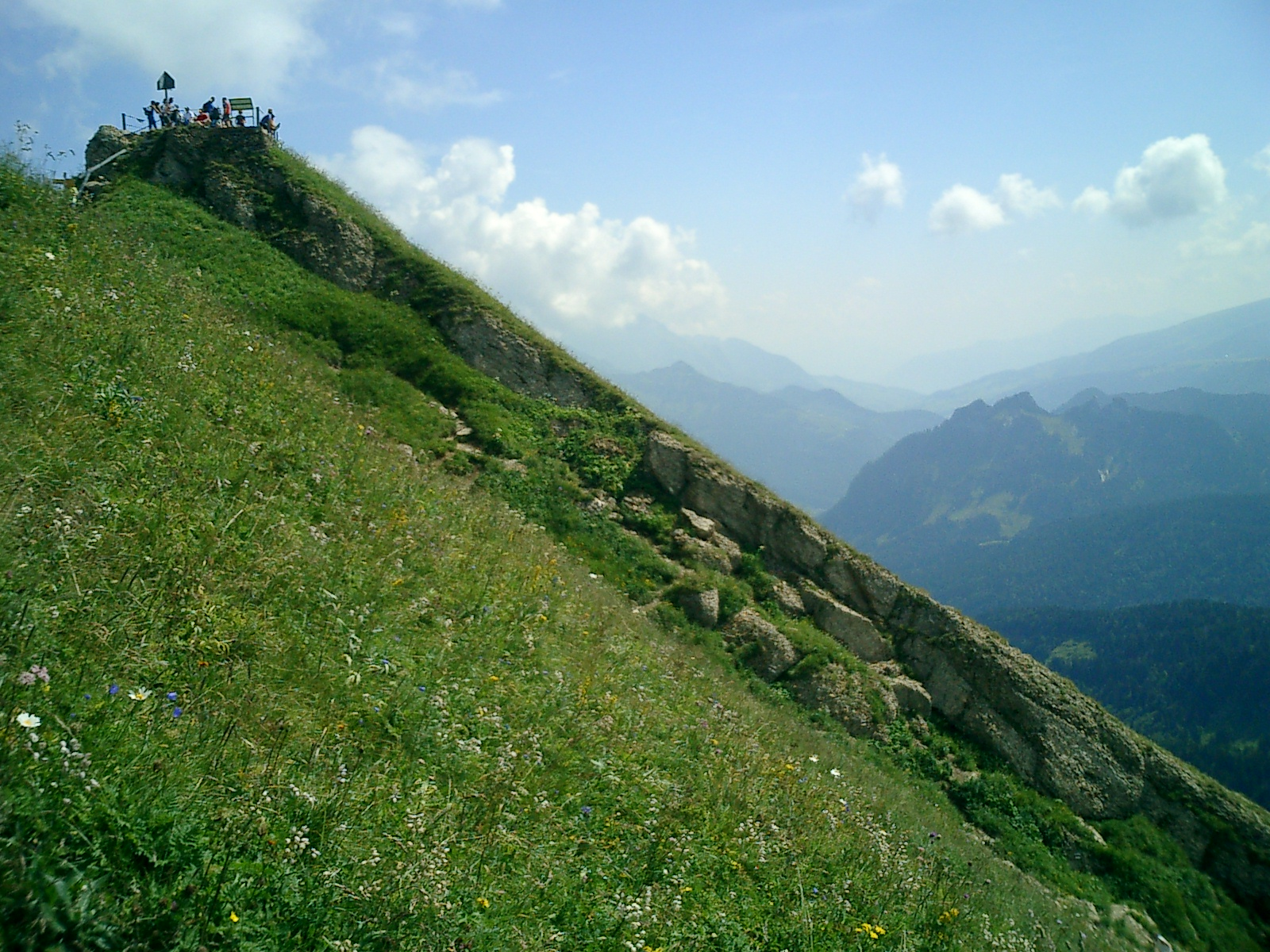
Gipfel
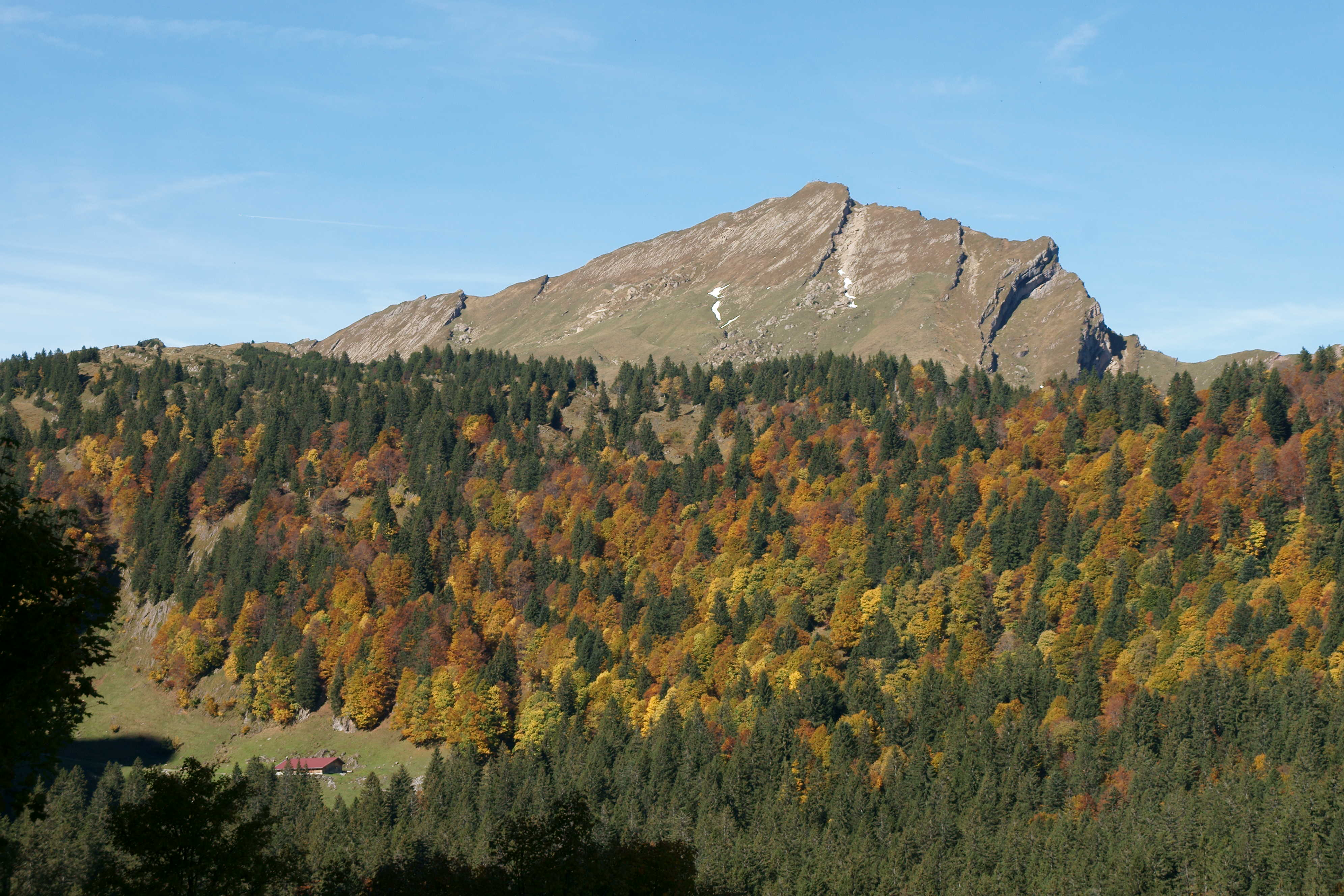
Ansicht von Südwesten
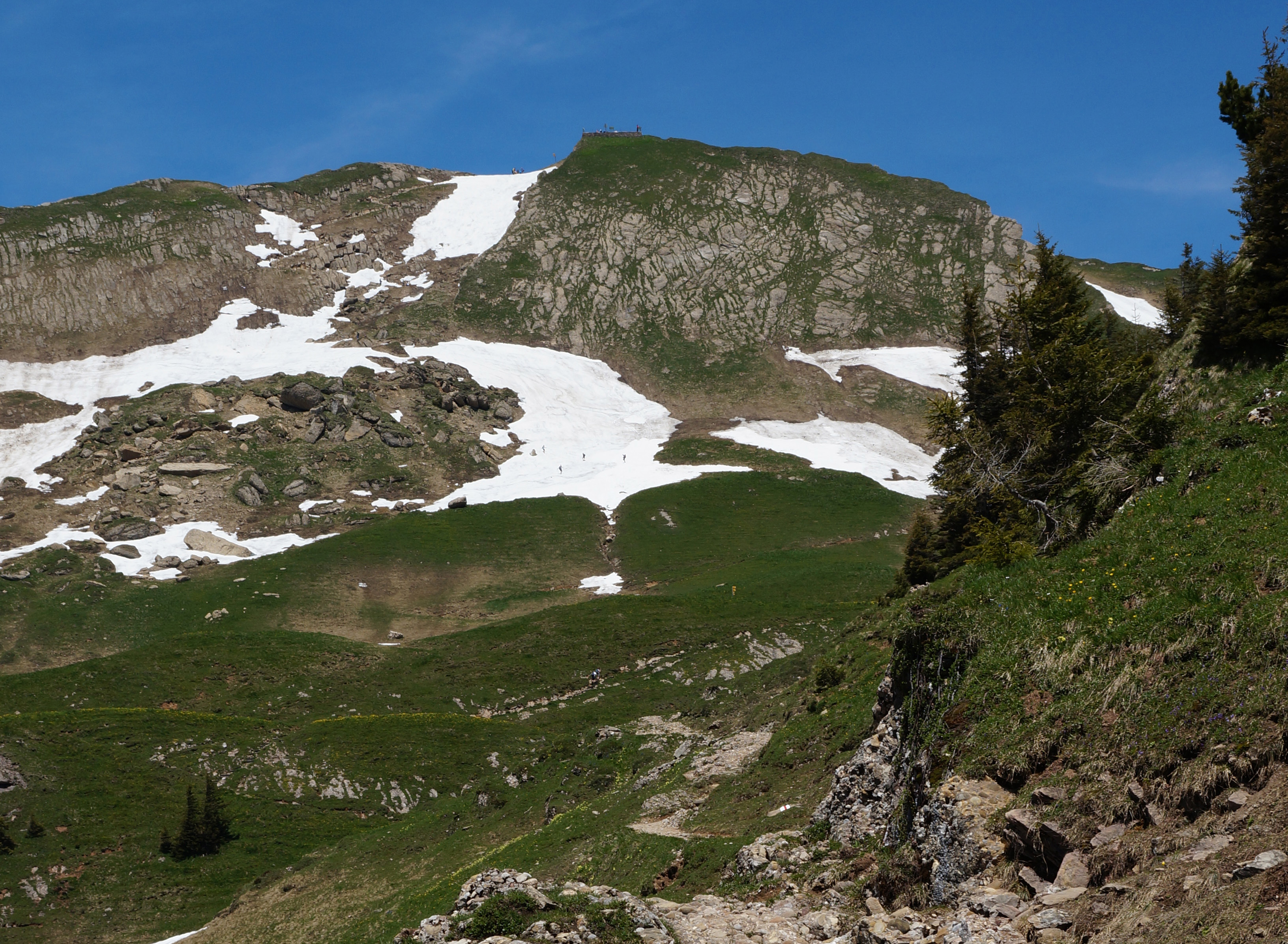
Südseite des Gipfels
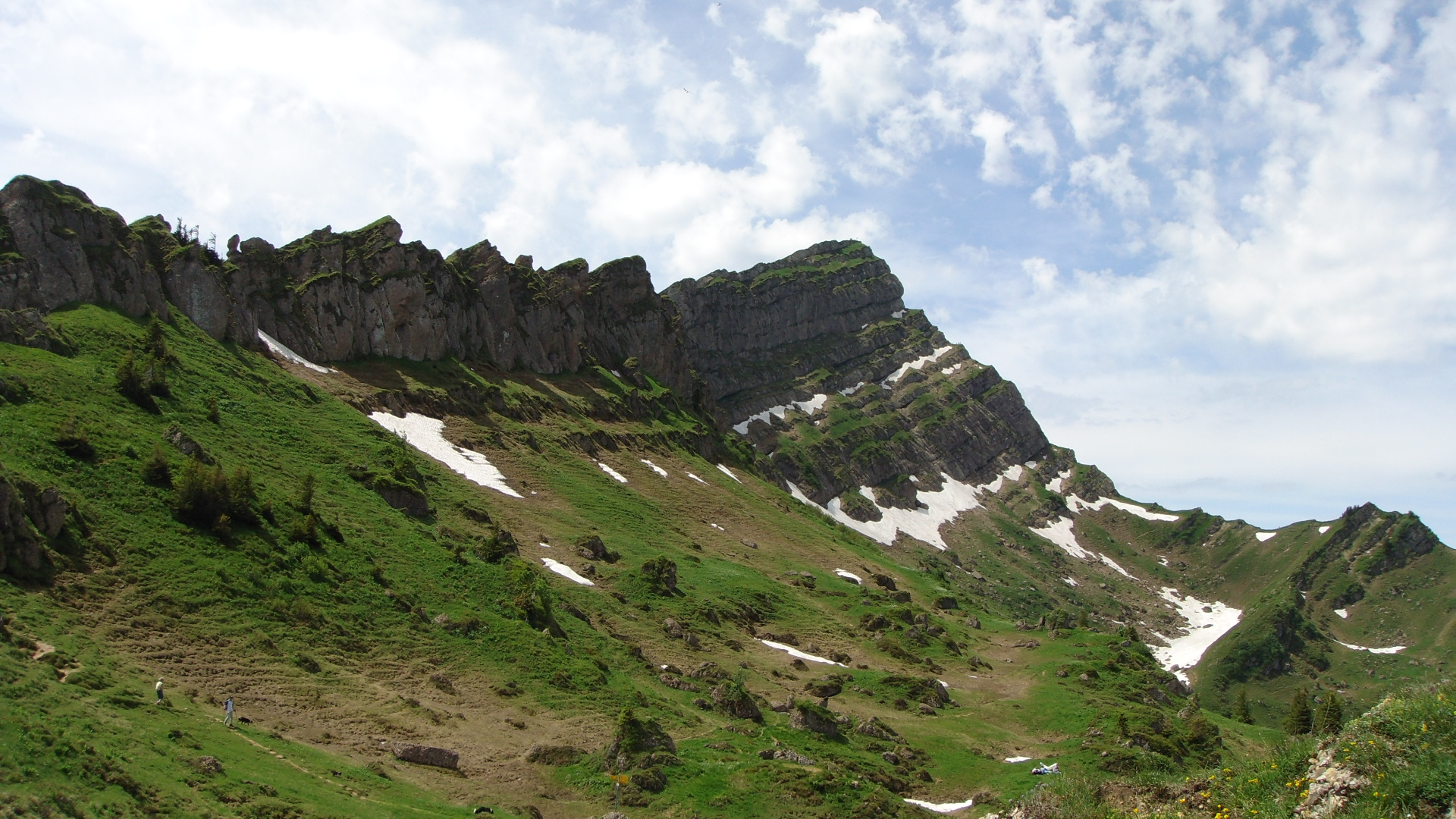
Der Speer von Nordosten (links die Bergkette Schwarzi Chöpf)
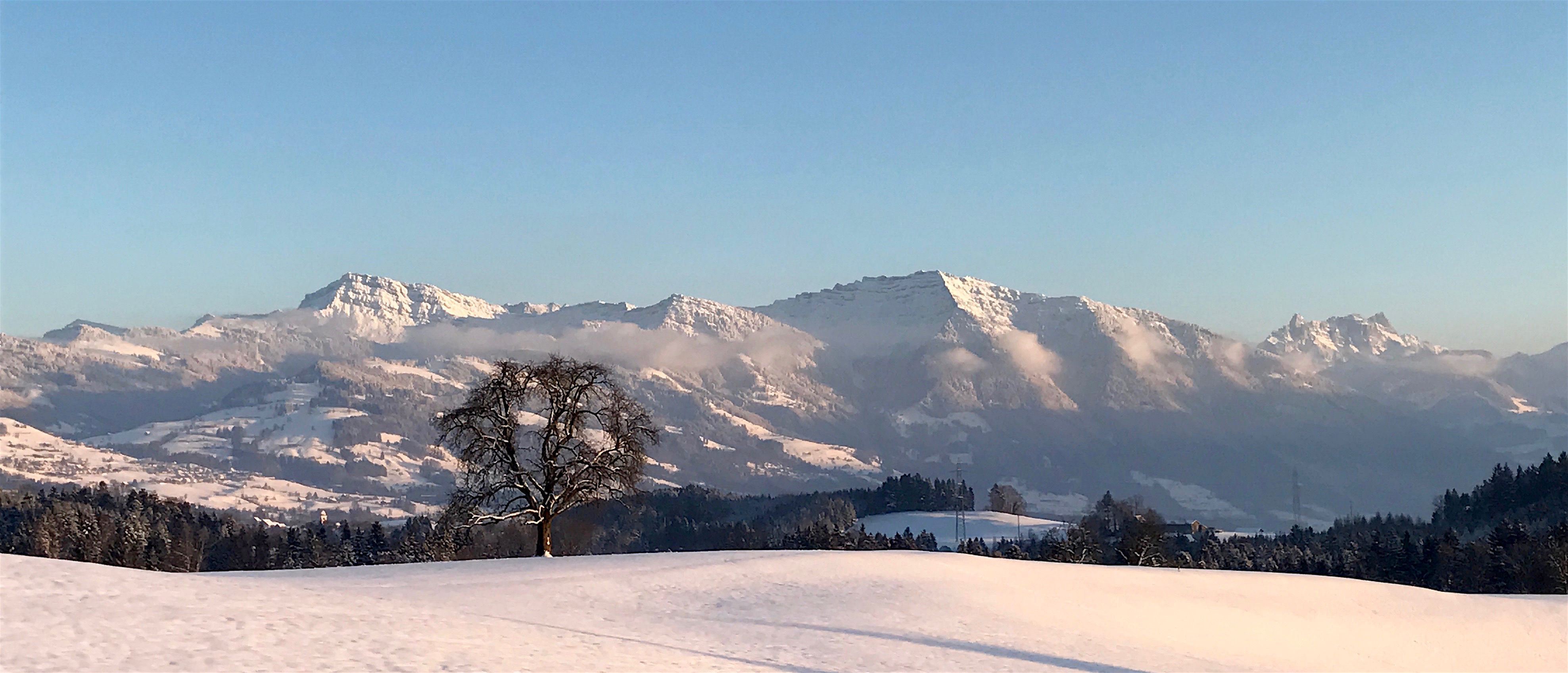
Speer, Chüemettler und Federispitze, Ansicht von St. Gallenkappel (nordwestlich des Speers)